# Ash Wednesday
Ash Wednesday é um filme de 2002 escrito e dirigido por Edward Burns e estrelado por Elijah Wood, Rosario Dawson e o próprio Burns. A história é sobre dois irmãos descendentes de irlandeses que no início dos anos 80 se envolvem com a máfia em um bairro de Nova Iorque.

## Elenco
- Edward Burns como Francis Sullivan
- Elijah Wood como Sean Sullivan
- Rosario Dawson como Grace Quinonez
- Oliver Platt como Moran